# Delarbrea
Delarbrea, biljni rod iz porodice Myodocarpaceae, dio reda celerolike. 
Postoji 7 vrsta koje rastu po Maleziji, Queenslandu, jugozapadnom Pacifiku i Novoj Kaledoniji.
Rod je opisan 1865.

## Vrste
1. Delarbrea balansae (Baill.) Lowry & G.M.Plunkett
2. Delarbrea collina Vieill.
3. Delarbrea harmsii R.Vig.
4. Delarbrea longicarpa R.Vig.
5. Delarbrea michieana (F.Muell.) F.Muell.
6. Delarbrea montana R.Vig.
7. Delarbrea paradoxa Vieill.